# Martin Heinrich Rathke
Martin Heinrich Rathke ( 25 de agosto de 1793 - 3 de septiembre de 1860) fue un embriólogo y anatomista alemán.
Rathke fue catedrático de Zoología y de Anatomía en Königsberg entre 1835 y 1860. Estudió organismos marinos y el desarrollo embrionario de los órganos sexuales. Fue el primero en describir las hendiduras y arcos branquiales en los embriones de mamíferos y pájaros, dedicándose a continuación a establecer su homología en los vertebrados superiores.
Sus observaciones sobre el desarrollo de las mandíbulas, el hioides y el opérculo, le permitieron dilucidar muchos de los aciertos y desaciertos de los morfólogos trascendentales en el establecimiento de homologías. Probó, por ejemplo, la no equivalencia entre extremidades y mandíbulas (Oken) o entre los opérculos de los peces y otros huesos de los vertebrados considerados homólogos. Sin embargo, Rathke fue un defensor de la teoría vertebral del cráneo.

## Publicaciones
- Untersuchungen über die Bildung und Entwicklung des Flusskrebses. Leipzig, 1829
- Abhandlungen zur Bildungs- und Entwicklungs-Geschichte der Menschen und der Thiere. 2 Bände. Leipzig, F. C. W. Vogel, 1832-1833
- Über die Entstehung der Glandula pituitaria. Archiv für Anatomie, Physiologie und wissenschaftliche Medicin, Berlín, 1838: 482-485
- Entwicklungsgeschichte der Natter. Königsberg, 1839
- Bemerkungen über den Bau des Amphioxus lanceolatus, eines Fisches aus der Ordnung der Cyclostomas. Königsberg, 1841
- Über die Entwicklung der Schildkröten. Braunschweig, 1848
- Untersuchungen über die Entwicklung und den Körperbau der Krokodile. Braunschweig, 1866
- Entwicklungsgeschichte der Wirbeltiere. Leipzig 1861

## Literatura
- ADB:Rathke, Heinrich
- Rathke, Martin por Volker Hess
- Heike Menz. Martin Heinrich Rathke (1793–1860). Ein Embryologe des 19. Jahrhunderts. Acta Biohistorica 7. Marburg 2000, 280 pp.

## Abreviatura (zoología)
La abreviatura Rathke  se emplea para indicar a Martin Heinrich Rathke como autoridad en la descripción y taxonomía en zoología.

- Datos: Q61281
- Multimedia: Martin Heinrich Rathke / Q61281
- Especies: Martin Heinrich Rathke